# Lucius Arruntius Stella
Lucius Arruntius Stella est un sénateur et poète romain, consul suffect en 101 sous Trajan, ami de Stace et de Martial.

## Biographie

### Famille et relations
C'est un patricien de Padoue, en Cisalpine.
Il est très proche de Stace et Martial, deux poètes latins de la fin du Ier siècle.
Stace écrit un épithalame, c'est-à-dire un poème lyrique à l'occasion d'un mariage et à la louange des nouveaux époux, à Stella et Violentilla.
Martial compose un éloge du poème de Stella sur une colombe et décrit ainsi Stella dans un de ses épigrammes : « Stella que j'aime, Severus, porte à ses doigts des sardoines, des émeraudes, des diamants, des jaspes. À ses doigts, et plus encore dans ses vers, tu ne trouveras que pierres précieuses : voilà, je pense, une main bien élégante ». Il est très souvent mentionnés dans les autres épigrammes.

### Carrière
Il est membre du collège religieux des quindecemviri sacris faciundis en 91 et organise la même année des jeux pour l'empereur puis est édile. Pour un triomphe de Domitien, en 93, il organise de nouveaux jeux.
Il est un des consuls suffects de l'an 101, au début du règne de Trajan.